# Зыков, Павел Петрович
Павел Петрович Зы́ков 1-й (1821—1887) — московский архитектор и преподаватель, мастер храмовой архитектуры периода эклектики. Отец архитектора Петра Павловича Зыкова (Зыкова 2-го; 1852—1899).

## Биография
Обучался в Московском дворцовом архитектурном училище (МДАУ), которое окончил в 1841 году со званием архитекторского помощника. В 1842—1865 годах служил преподавателем МДАУ, в 1842—1848 годах преподавал сельскую архитектуру в Московской земледельческой школе. В 1843 году был назначен членом конференции МДАУ. После закрытия МДАУ, с 1865 года преподавал в Московском училище живописи, ваяния и зодчества.
В 1848—1867 годах служил архитектором в 3-го отделения IV Округа путей сообщения и публичных зданий, в 1867—1878 годах состоял сверхштатным техником Строительного отделения Московского губернского правления. В 1863 году получил чин коллежского секретаря. В 1869—1893 годах был чиновником для особых поручения при генерал-губернаторе Москвы.
В 1870-х — 1880-х годах являлся одним из самых востребованных зодчих Москвы, имел обширную частную практику. Кроме непосредственно строительства, был известен как мастер церковных интерьеров, автор более сорока проектов иконостасов. Жил в Москве на Малой Лубянке, 8.
Умер 9 мая 1887 года в Москве.

## Работы Зыкова
- после 1845 — Храм Успения Пресвятой Богородицы, с. Успенское Домодедовского района Московской области;
- шатёр при входе в Пантелеймоновскую часовню у Лубянских ворот Китай-города;
- 1867 — Усадьба Грачёвых, Поварская улица, 7 (впоследствии перестроена);
- 1876—1878 — Колокольня и трапезная храма Ильи Пророка (Москва, улица Воронцово Поле, 16, в советское время — Музей народов Востока);
- 1877—1880 — Колокольня и трапезная храма Казанской иконы Божьей Матери в Сущёве на Сущёвской улице (не сохранились);
- 1884—1885 — Храм Спаса на Большой Спасской улице, Москва — возведена сыном архитектора (не сохранился);
- 1885 — Семинарский корпус на Никольской улице, 7, во дворе;
- 1888—1889 — перестройка храма св. Ирины, Ирининская улица, Москва (выполнена после смерти архитектора его сыном);
- 1881-1885  —  Георгиевский храм Тихвинской иконы Божией Матери, Рп. Цюрупы, Воскресенский го, Московской области;[5]
- 1885 — Особняк Леве, Большая Дмитровка, 24 стр. 1;
- 1890—1895 — Колокольня храма св. Трифона в Напрудном — возведена после смерти архитектора его сыном (не сохранилась).

## Семья
Сыновья:
- Пётр (1852—1899) — архитектор (Зыков-второй);
- Виктор (1854 — ?) — генерал-майор;
- Владимир (1855—1913) — зоолог.